# Pierpont Township
Pierpont Township ist eines von 27 Townships des Ashtabula Countys im US-Bundesstaat Ohio. Nach der Volkszählung im Jahr 2000 waren hier 1197 Einwohner registriert.

## Geografie
Pierpont Township liegt im Osten des Ashtabula Countys im äußersten Nordosten von Ohio, ist im Norden etwa 20 km vom Eriesee entfernt, grenzt im Osten an Pennsylvania und im Uhrzeigersinn an die Townships: Monroe Township, Beaver Township im Crawford County (Pennsylvania), Conneaut Township im Erie County (Pennsylvania), Richmond Township, Dorset Township, Denmark Township und Sheffield Township.

## Verwaltung
Das Township wird durch ein Board of Trustees, bestehend aus drei gewählten Mitgliedern, verwaltet. Zwei Personen werden jeweils im Jahr nach der Präsidentschaftswahl gewählt und eine jeweils im Jahr davor. Die Amtszeit dauert in der Regel vier Jahre und beginnt jeweils am 1. Januar. Daneben gibt es noch einen Township Clerk (Schriftführer), der ebenfalls im Jahr vor der Präsidentschaftswahl auf eine vierjährige Amtszeit gewählt wird. Dessen Amtszeit beginnt jeweils am 1. April.

## Religion
In Pierpont existiert eine reformierte Kirche (Pierpont Presbyterian Church), die der Evangelical Presbyterian Church angeschlossen ist. 
Auf katholischer Seite gehört die Gegend zum Bistum Youngstown, dessen nächste Kirche St. Maria vom Siege (Our Lady of Victory) in Andover ist.